# Йозеф Бицан
Йозеф Бицан (Josef Bican), наричан още „Пепи“, роден на 25 септември 1913 г. във Виена е чешко-австрийски футболист (нападател) и треньор. Според официалната футболна статистика Бицан е отбелязал 950 гола в официални срещи и общо 1813, което го прави втория най-резултатен играч в историята на футбола. Той също така е единствения футболист играл и отбелязал гол за три различни национални отбора. Част от австрийския „Вундертим“ през 30-те години, Бицан на пет пъти става най-резултатния футболист в Европа. Еднакво добре бележи и с двата крака, притежавал бързина присъща на тогавашните професионални спринтьори. През 2000 г. международната федерация по футболна статистика и история му връчва „Златна топка“ за най-великия голмайстор на столетието.

## Отличия

### Клубни
- Австрийска Бундеслига: 3

Рапид Виена: 1935
Адмира Виена: 1936, 1937
- Шампион на Чехословакия: 5

Славия Прага: 1940, 1941, 1942, 1943, 1947
- Митропа: 1

Славия Прага: 1938

### Индивидуални
- Голмайстор в австрийското първенство: 1

1934 (29 гола)
- Голмайстор в чехословашкото първенство: 10

1938 (22 гола), 1939 (29 гола), 1940 (50 гола), 1941 (38 гола), 1942 (45 гола), 1943 (39 гола), 1944 (57 гола), 1946 (31 гола), 1947 (43 гола), 1950 (22 гола),
- Голмайстор в Митропа: 1

1938 (10 гола)

### Треньор
- Шампион на Чехословакия: 1

Прибрам: 1963 – 64